# ステッキン・アラウンド
アラウンドスティッキン(Stickin' Around) はYTVのためにロビンスティールによって作成され、ネルバナによって生成カナダのアニメーションシリーズです。 アニメは子供の絵のスタイルで、ステイシーとブラッドリーという名前の2人の子供についてです。 ステイシーのお母さんはとてもボスでタフで、ステイシーに家事をするよう命じます。 1996年から2000年にかけてカナダで放映されたシリーズ